# SIAI S.9
Le SIAI Savoia S.9 est un hydravion italien de reconnaissance fabriqué par la Societa Idrovolanti Alta Italia (S.I.A.I.) à partir de 1918. 

## Histoire opérationnelle

### Finlande
Le S.9 est un des premiers avions à avoir équipé la Suomen ilmavoimat, l'armée de l'air finlandaise, il fut offert par le gouvernement italien au nouvel état finlandais après son indépendance de l'empire russe. Le premier exemplaire fut pris en compte en septembre 1919 et restât en service jusqu'en mai 1920, où il fut détruit dans un accident près de la base militaire de Santahamina avec le major Väinö Mikkolan aux commandes. Deux autres exemplaires, obtenus en septembre 1920 à l'initiative du producteur de tabac Achille Christides, furent détruits durant leurs vols de convoyage probablement à cause de la désintégration de leurs hélices.

## Opérateurs
Finlande
- Armée de l'air finlandaise

 Royaume d'Italie
- Corpo Aeronautico Militare
- Regia Aeronautica